# Una ballena
Una ballena es una película hispano-italiana de neo-noir thriller y fantasía de 2024, escrita, editada y dirigida por Pablo Hernando Esquisabel. Está protagonizada por Ingrid García-Jonsson y Ramón Barea. Se estrenó en el Festival de Cine de Sitges el 10 de octubre de 2024, y luego se estrenó en cines españoles el 28 de marzo de 2024, con distribución de Elastica Films y La Aventura Cine.

## Reparto
- Ingrid García-Jonsson como Ingrid
- Ramón Barea como Melville
- Kepa Errasti como Jonás
- Óscar Pastor
- Íñigo de la Iglesia
- David Pareja
- Iñake Irastorza
- Paolo Sassanelli como Donatien Vidussoni

## Producción
El 13 de abril de 2024, se anunció que el rodaje de la película Una ballena había comenzado en Bilbao bajo la dirección de Pablo Hernando. Ingrid García-Jonsson y Ramón Barea fueron confirmados como los actores protagonistas. El rodaje tuvo lugar a lo largo de seis semanas. A principios de mayo, varias escenas de la película se rodaron en Okondo. Aunque se desconoce el presupuesto total de la película, Una ballena recibió 680.000 euros procedentes de las ayudas generales del ICAA, otorgados en dos importes de 676.600 y 3.400 euros, respectivamente.

## Lanzamiento y marketing
En julio de 2024, se anunció que Una ballena tendría su estreno mundial en el Festival de Cine de Sitges el 10 de octubre de 2024. En febrero de 2025, Elastica Films y La Aventura Cine lanzaron el tráiler de la película y programaron su estreno en cines españoles para el 28 de marzo de 2025.